# 多宝路
多宝路是中国广州市荔湾区西关的一条东西向道路，东与宝华路相接，西接黄沙大道与如意坊直街相连，全长1390米，宽18米。

## 歷史
在1929年至1930年把宝庆新街、多宝大街扩建成马路，取名为多宝路。其“多宝”的由来是安徽巡抚陈华熙为清朝太子少保，他在该地建楼宇，众人公推他为该地起名，定名为“多宝”。1966年将其西边的时敏路和如意坊东并入该路。文化大革命期間，多寳路曾被命名為“新風路”，1982年復名。
根据《中国致公党广东省委员会发展史》记载，中国致公党1925年10月在美国旧金山成立，后来活动中心从旧金山移到香港，1949年底，致公党总部从香港迁至广州，最后定址多宝路24至26号（后编为多宝路221号、223号）。直至1953年7月，总部才正式迁往北京，此地则成为华南总支部办公点。“这是8个民主党派，唯一在广州设过中央总部之地，有着重要的历史意义”，致公党广东省委员会宣传处负责人吴炽荣曾表示。可惜作为办公地主体的223号，因兴建地铁于1996年被整体拆除。
1999年7月，多宝路201-221号，作为清末民初的旧民居建筑，被公布为市级文物保护单位。
未来计划兴建的如意坊大桥与该路相连接。

## 特色
該路段有很多西關特色建築，有濃厚的西關風情。

## 沿途重要建築
- 广东省水利厅
- 广州医学院第三附属医院（原廣州市第二人民醫院）
- 西關培英中學
- 恒宝广场

## 与之交汇道路
- 道路顺序由西往东排列，粗体字为主干道
- 宝华路
- 逢源路
- 龙津西路、恩宁路
- 黄沙大道

## 公共交通
- 广州地铁1号线長壽路站
- 广州地铁6号线、广州地铁11号线如意坊站

均在鄰近多寶路位置設有出口。